# Internationale Biathlon-Union
Die Internationale Biathlon-Union (IBU) (englisch International Biathlon Union) ist der Dachverband aller nationalen Sportverbände für Biathlon. Sie wurde 1993 in Heathrow gegründet und ihr gehören derzeit 56 Verbände an. Seit Mai 2020 hat sie ihren Sitz im Ortsteil Niederalm der Gemeinde Anif, nachdem sie zuvor seit 1998 im benachbarten Salzburg ansässig war.

## Geschichte
Am 2. Juli 1993 in Heathrow bei London beschlossen die nationalen Biathlonverbände in einem Gründungskongress, den Biathlonsport aus dem Weltverband UIPMB (Union Internationale de Pentathlon Moderne Biathlon), wo er seit 1953 integriert war, zu lösen und einen eigenen Weltverband, die Internationale Biathlon-Union (IBU) zu gründen. Bei dieser Gründungsversammlung gab sich der neue Verband seine Verfassung und wählte seinen ersten Vorstand.
Die bisherigen 57 Biathlon-Mitglieder der UIPMB wurden automatisch als Mitglieder in die IBU übernommen.
Im August 1998 erfolgte durch den Vorstand des Internationalen Olympischen Komitees die Anerkennung der IBU als eigenständiger internationaler olympischer Wintersportverband, und im gleichen Jahr nahm die GAISF (General Assembly International Sports Federations, heutiger Namen Sportaccord) die IBU als ordentliches Mitglied auf.

### Rechtlicher Status
Im Juni 1999 ließ sich die IBU als Verein mit Sitz in Salzburg nieder. Die nach österreichischem Vereinsrecht erforderliche Konstituierende Generalversammlung fand im September 1999 in Minsk statt.
Mit der UNESCO wurde eine Working Partnership eingegangen, als deren wichtigster Bestandteil seit 1999 alljährlich gemeinsame Entwicklungsprojekte für die Sportart Biathlon im Rahmen bestehender UNESCO-Programme unter dem Dach der CIGEPS (Conseil International Gouvernemental de l’éducation physique et du sport) durchgeführt werden. Die IBU erfüllte damit die gesetzlichen Voraussetzungen einer Nichtregierungsorganisation (NGO) nach österreichischem Recht und erhielt diesen Status durch das österreichische Bundesministerium für europäische und internationale Angelegenheiten im Jahr 2000 zuerkannt.

### Wettkampfwesen
Seit Gründung der IBU wurden jährlich – mit Ausnahme der Jahre, in denen Olympische Winterspiele stattfinden – Weltmeisterschaften für Männer und Frauen sowie Weltmeisterschaften für Junioren und Juniorinnen ausgerichtet. Seit 2002 finden zusammen mit den Weltmeisterschaften für die Junioren auch Weltmeisterschaften für die Jugendklassen statt.
Derzeit werden jährlich 9 Weltcupveranstaltungen durchgeführt. Seit der Saison 1994/95 werden Europameisterschaften für Senioren- und Juniorenklassen ausgerichtet. Des Weiteren wurde der frühere Europacup in den IBU-Cup, eine zweite, weltweite Serie umgewandelt.
Im Sommer 1996 wurden in Hochfilzen die ersten Weltmeisterschaften im Sommerbiathlon ausgerichtet. Seit 2010 finden Europameisterschaften im Sommerbiathlon nur noch im Crossbiathlon und Weltmeisterschaften im Sommerbiathlon nur noch im Rollskibiathlon statt.
Ab der Saison 1999/2000 übernahm die IBU von der FITA (Federation Internationale de Tir à l’Arc) die Federführung für die Sportart Archery Biathlon (anstelle des Gewehrs wird mit Pfeil und Bogen geschossen) und gab diese inzwischen wieder ab.
Höhepunkte alle vier Jahre sind die Olympischen Winterspiele, bei denen im Jahr nach der Gründung der IBU Biathlon im Programm mit je 3 Wettkämpfen für Männer und Frauen vertreten war und seit 2006 mit je 5 Wettkämpfen für Männer und Frauen vertreten ist. Bei den Olympischen Spielen in Sotschi 2014 wurde zum ersten Mal die Mixed-Staffel ausgetragen.

### Razzia im Hauptquartier der IBU im April 2018
Das Bundeskriminalamt durchsuchte am 10. April 2018 die Geschäftsräume der IBU in Salzburg. Die Razzia, die in Koordination mit der norwegischen Polizei sowie mit Interpol durchgeführt wurde, steht laut Auskunft der Welt-Anti-Doping-Agentur (WADA) im Zusammenhang mit Doping. Ermittelt wird insbesondere gegen den Präsidenten Anders Besseberg sowie die Generalsekretärin Nicole Resch.
Zuständig ist die Wirtschafts- und Korruptionsstaatsanwaltschaft Wien, die üblicherweise nicht in Dopingangelegenheiten ermittelt. Am selben Tag wurden – so die EU-Kommission – EU-weit Razzien bei Firmen durchgeführt, die mit der Vermarktung von Rechten für die Übertragung von Sportveranstaltungen zu tun haben. Es besteht der Verdacht, gegen das Kartellrecht verstoßen zu haben.
Gegenüber Reuters erklärte Präsident Besseberg, „dass sich die Ermittlungen auf Dopingbelange bezögen, die die IBU nicht nachverfolgt habe. Es gehe hier etwa um verdächtige Blutproben.“ Besseberg wolle die Ermittlungen der Justiz abwarten und legte sein Amt als Präsident der IBU vorübergehend nieder, am 12. April 2018 trat er offiziell von seinem Amt als Verbandspräsident zurück.
Die WADA wirft Besseberg unter anderem vor, er „soll sich mit bezahlten Jagdausflügen nach Russland und der Vermittlung von Prostituierten bestechen lassen haben“, um sich für eine Vergabe der Biathlon-Weltmeisterschaften 2021 an Tjumen einzusetzen. Im Falle von Nicole Resch heißt es, sie „habe im Verband praktisch die alleinige Hoheit über das Doping-Verwaltungsprogramm gehabt und anderen IBU-Mitarbeitern den Zugang verwehrt.“ Für den Stimmenkauf zugunsten der Weltmeisterschaften 2022 in Tjumen sollen bis zu 100.000 Euro an Mitglieder des IBU-Ausschusses geflossen sein. In der Saison 2017/18 sollen 17 von 22 russischen Athleten gedopt bei Weltcup- und IBU-Cup-Rennen an den Start gegangen sein. Insgesamt soll die IBU seit 2011 65 Dopingfälle russischer Athletinnen und Athleten vertuscht haben.

## Wettbewerbe

### Weltmeisterschaften
Die Weltmeisterschaften sind die wichtigste von der IBU verantwortete Veranstaltung und werden – mit Ausnahme der Olympiajahre – jährlich ausgerichtet.

### Weltcup
Der Weltcup ist eine Rennserie, die jährlich von Ende November bis Ende März stattfindet und neun Austragungsorte mit 25 bis 30 Rennen umfasst. Hinzu kommen die Weltmeisterschaften, die ebenfalls Teil des Weltcups sind.

### Offene Europameisterschaften
Die Europameisterschaften finden jährlich statt, sind aber trotz ihres Namens keine Kontinentalmeisterschaften im eigentlichen Sinn, sondern Teil des IBU-Cups.

### IBU-Cup
Der IBU-Cup ist die zweithöchste jährliche Rennserie im Biathlon. Bis zur Saison 2007/08 war der offizielle Name Europacup, allerdings durften auch an diesem nichteuropäische Athleten teilnehmen. Er umfasst acht Austragungsorte sowie die Europameisterschaften.

### Juniorenweltmeisterschaften
Jugend- und Juniorenweltmeisterschaften werden jährlich für männliche und weibliche Jugendliche und für Junioren und Juniorinnen ausgerichtet.

### Junior-Cup
Der IBU-Junior-Cup wurde zur Saison 2015/16 als dritte Rennserie eingeführt. Er umfasst drei Austragungsorte sowie Welt- und Europameisterschaften der Junioren. Im Zuge der Einführung wurden letztere von den regulären Europameisterschaften getrennt und werden seitdem als eigene Veranstaltung ausgetragen.

### Sommerbiathlon-Weltmeisterschaften
Sommerbiathlon-Weltmeisterschaften werden jährlich für Männer, Frauen, Junioren und Juniorinnen mit Rollskilauf und Kleinkaliberschießen ausgerichtet.

## Handelnde Personen

### Präsidenten

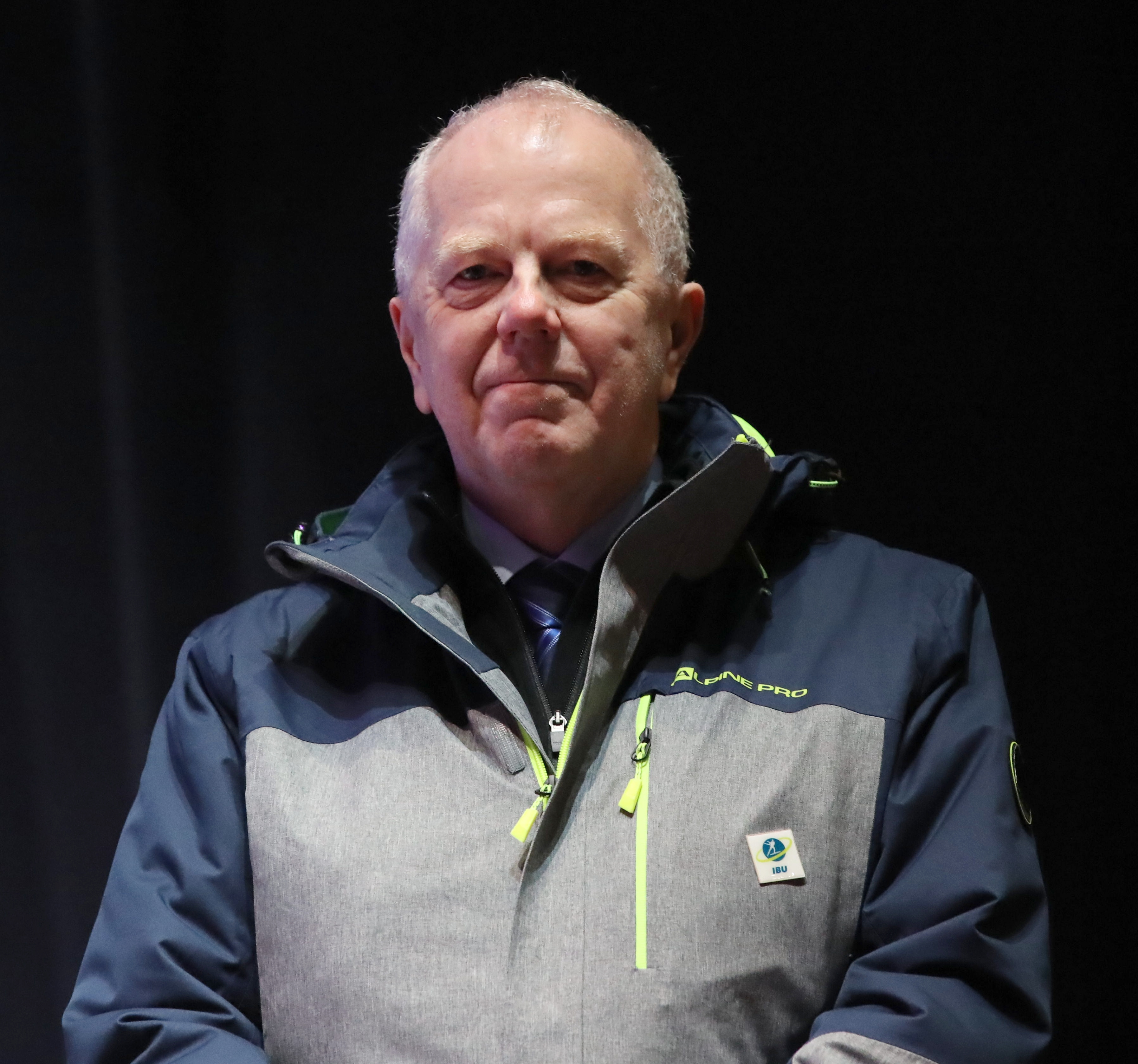
Olle Dahlin bei den Olympischen Jugend-Winterspielen 2020 in Lausanne

| Anders Besseberg         | 2. Juli 1993 – 12. April 2018      |
| Klaus Leistner (Interim) | 12. April 2018 – 7. September 2018 |
| Olle Dahlin              | 7. September 2018 – amtierend      |

### Geschäftsführer/Generalsekretäre
| Peter Bayer                    | 2. Juli 1993 – 2004                 |
| Michael Geistlinger            | 2004 – 30. April 2008               |
| Nicole Resch (Interim)         | 30. April 2008 – 12. November 2008  |
| Nicole Resch                   | 12. November 2008 – 13. April 2018* |
| Martin Kuchenmeister (Interim) | 13. April 2018 – 28. Februar 2019   |
| Alf Koksvik (Interim)          | 1. März 2019 – 31. August 2019      |
| Niklas Carlsson                | 1. September 2019 – 31. August 2022 |
| Max Cobb                       | 17. Oktober 2022 – amtierend        |
| * suspendiert                  |                                     |

### Vorstand
Der aktuelle Vorstand der Wahlperiode 2022–2026 besteht aus:
- Olle Dahlin, Präsident
- Jiří Hamza, Vizepräsident
- Christian Scherer, Schatzmeister
- Franz Steinle
- Tim Farčnik
- Tore Bøygard
- Fabien Saguez
- Nathalie Santer
- Ekaterina Dafowska
- Lena Häcki-Groß, Athletenvertreterin
- Max Cobb, Generalsekretär (kein Stimmrecht)

### Leitendes Personal
- Max Cobb, Generalsekretär
- Daniel Böhm, Sport- und Eventdirektor
- Christian Winkler, Kommunikationsdirektor
- Dagmara Gerasimuk, Entwicklungsdirektorin
- Borut Nunar, Renndirektor Biathlon-Weltcup
- Kristjan Oja, Renndirektor IBU-Cup

### Technisches Komitee
Das Technische Komitee der IBU trägt die Verantwortung für technische Regulierungen und Vorgaben (bspw. Materialfragen oder Erarbeitung des Rennkalenders).
| - Christophe Vassallo, Vorsitzender - Felix Bitterling - Per Arne Botnan - Dejan Brajdić | - Fabrizio Curtaz - Ulrika Öberg - Emőke Szőcs - Sara Studebaker-Hall | - Hillar Zahkna - Michal Zicháček - Kaisa Mäkäräinen, Athletenvertreterin - Sandra Flunger, Trainervertreterin |

### Athletenkomitee
| - Sebastian Samuelsson, Vorsitzender - Johannes Kühn - Ingrid Landmark Tandrevold | - Lena Häcki-Groß, Vertreterin im Vorstand - Simon Eder |

(seit April 2024)

## Mitglieder
Der Internationalen Biathlon-Union gehören 54 nationale Verbände als aktive Vollmitglieder an:
| Land                    | Verband                                                                             |
| ----------------------- | ----------------------------------------------------------------------------------- |
| Argentinien             | Federacion Argentina de Biathlon                                                    |
| Armenien                | Hajatani Biathloni Federazia (Հայաստանի բիաթլոնի ֆեդերացիա)                         |
| Australien              | Australian Biathlon Association Inc                                                 |
| Belgien                 | Belgium Biathlon                                                                    |
| Bosnien und Herzegowina | Skijaški Savez Bosne i Hercegovine                                                  |
| Brasilien               | Confederação Brasileira de Desportos na Neve                                        |
| Bulgarien               | Balgarska Federatsija po Biatlon (Българска федерация по биатлон)                   |
| Chile                   | Federación Chilena de Biathlon                                                      |
| China                   | Chinese Ski Association                                                             |
| Dänemark                | Danmarks Skiforbund                                                                 |
| Deutschland             | Deutscher Skiverband                                                                |
| Estland                 | Eesti Laskesuusatamise Föderatsioon                                                 |
| Finnland                | Suomen Ampumahiihtoliitto                                                           |
| Frankreich              | Fédération Française de Ski                                                         |
| Georgien                | Sakartvelos Erovnuli Biat’loni Pederatsia (საქართველოს ეროვნული ბიატლონი ფედერაცია) |
| Griechenland            | Ellinikí Omospondía Chionodromías (Ελληνική Ομοσπονδία Χιονοδρομίας)                |
| Grönland                | Greenland Biathlon Federation                                                       |
| Großbritannien          | British Biathlon Union                                                              |
| Indien                  | Indian Biathlon Association                                                         |
| Irland                  | Snow Sports Association of Ireland                                                  |
| Italien                 | Federazione Italiana Sport Invernali                                                |
| Japan                   | Japan Biathlon Federation (日本バイアスロン連盟)                                    |
| Kanada                  | Biathlon Canada                                                                     |
| Kasachstan              | Sojus Biatlonistow Respubliki Kasachstan (Союз биатлонистов Республики Казахстан)   |
| Kirgisistan             | Kırgız Respublikasının Biatlon (Кыргыз Республикасынын Биатлон)                     |
| Kroatien                | Hrvatski biatlonski savez                                                           |
| Lettland                | Latvijas Biatlona federācijas                                                       |
| Libanon                 | Lebanese Ski & Biathlon Federation                                                  |
| Liechtenstein           | Liechtensteinischer Skiverband                                                      |
| Litauen                 | Lietuvos Biatlono federacija                                                        |
| Moldau                  | Federația de Biatlon a Republicii Moldova                                           |
| Mongolei                | Mongolyn Biatlony Cholboo (Монголын Биатлоны Холбоо)                                |
| Neuseeland              | Biathlon New Zealand                                                                |
| Niederlande             | Nederlandse Ski Vereniging                                                          |
| Nordmazedonien          | Skijacka federacija na Makedonija                                                   |
| Norwegen                | Norges Skiskytterforbund                                                            |
| Österreich              | Österreichischer Skiverband                                                         |
| Polen                   | Polski Związek Biathlonu                                                            |
| Rumänien                | Federația Română de Schi Biatlon                                                    |
| Schweden                | Svenska Skidskytteförbundet                                                         |
| Schweiz                 | Swiss-Ski                                                                           |
| Serbien                 | Biatlon Sawez Srbije (Биатлон Савез Србије)                                         |
| Slowakei                | Slovenský zväz Biatlonu                                                             |
| Slowenien               | Smučarska zveza Slovenije                                                           |
| Spanien                 | Real Federación Española Deportes de Invierno                                       |
| Südkorea                | Korea Biathlon Union (한국 바이애슬론 연합)                                         |
| Taiwan                  | Chinese Taipei Modern Pentathlon and Biathlon Association                           |
| Tschechien              | Český svaz biatlonu                                                                 |
| Türkei                  | Türkiye Kayak Federasyonu                                                           |
| Ukraine                 | Federatsija Biatlonu Ukrajiny (Федерація біатлону України)                          |
| Ungarn                  | Magyar Sí Szövetség                                                                 |
| Vereinigte Staaten      | United States Biathlon Association                                                  |
| Usbekistan              | O'zbekiston Respublikasi Texnik sport Respublika markazi                            |
| Zypern                  | Omospondía Kýprou Víathlo (Ομοσπονδία Κύπρου Βίαθλο)                                |

Zusätzlich sind die nationalen Verbände von Andorra, der Dominikanischen Republik, Island, Luxemburg, Marokko, Mexiko, Portugal und Thailand provisorische Mitglieder der IBU.
Die Verbände aus Russland und Belarus sind aufgrund des russischen Überfalls auf die Ukraine 2022 seit März 2022 suspendiert. Die Russische Biathlon-Union war bereits zuvor aufgrund der im McLaren-Report aufgedeckten Doping-Vergehen auf den Status eines provisorischen Mitglieds zurückgestuft.

## Werbung und Sponsoren
Biathlon zieht als Fernsehsportart mit Millionen von Zuschauern große Sponsoren an. Die Internationale Biathlon-Union und deren Vermarktungspartner Infront Austria organisierten hierzu ein sogenanntes verknapptes Sponsorenkonzept. Die IBU hat mit dem Vermarkter Infront Austria einen Vertrag abgeschlossen, ebenso seit 1993 und bis 2022 mit der Europäischen Rundfunkunion (EBU) für die Übertragungsrechte im Fernsehen. 2014 löste BMW nach zwanzig Jahren E.ON bzw. Ruhrgas als Titelsponsor des Weltcups ab, dazu gibt es fünf Premium-Sponsoren (Viessmann, DKB, LaVita, Bauhaus und Hörmann). Diese Firmen sind bei den Biathlon-Weltmeisterschaften und bei allen Biathlon-Weltcups präsent.